# Искусство маори

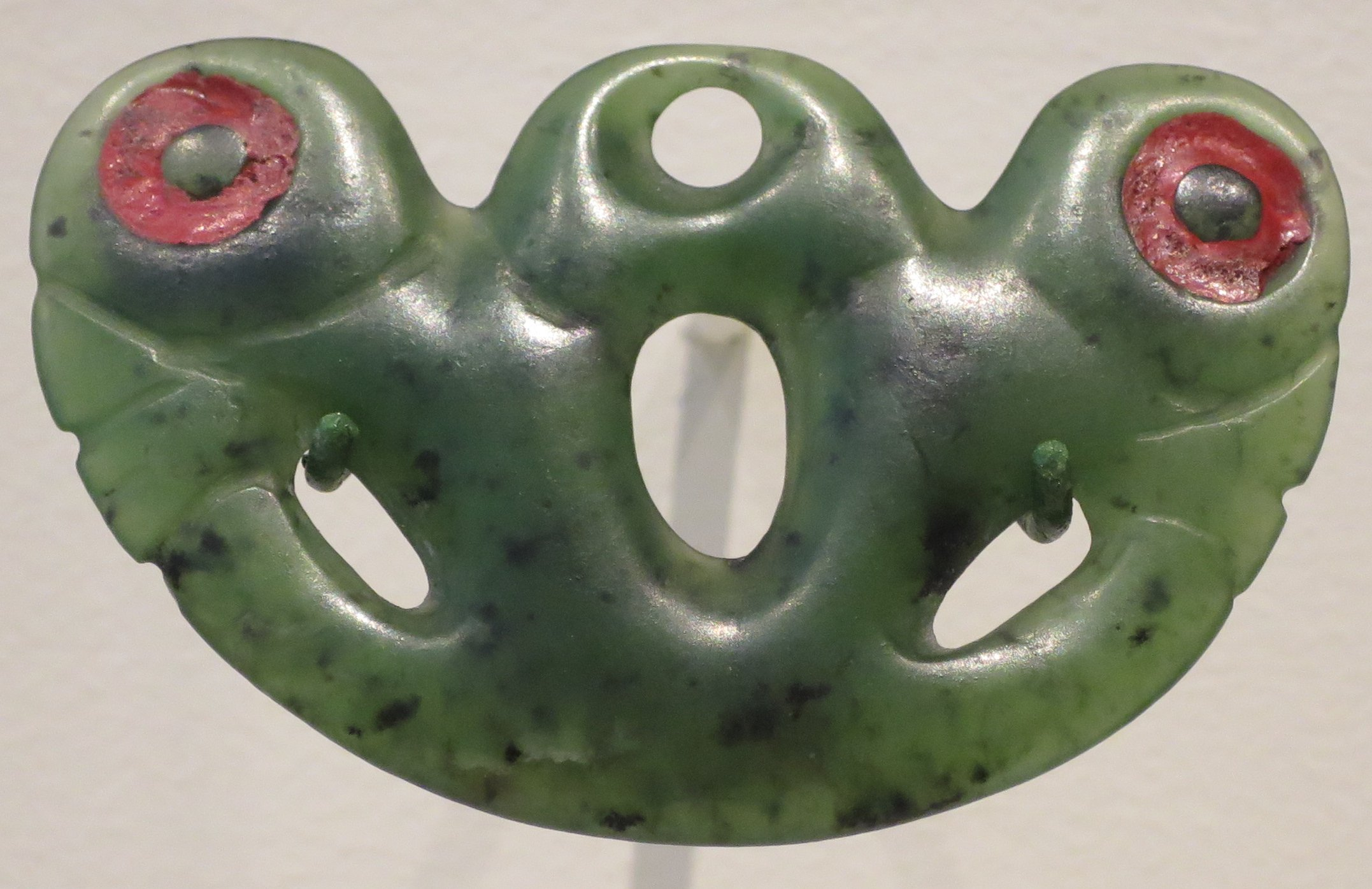
Серёжка из жадеита, XIX век

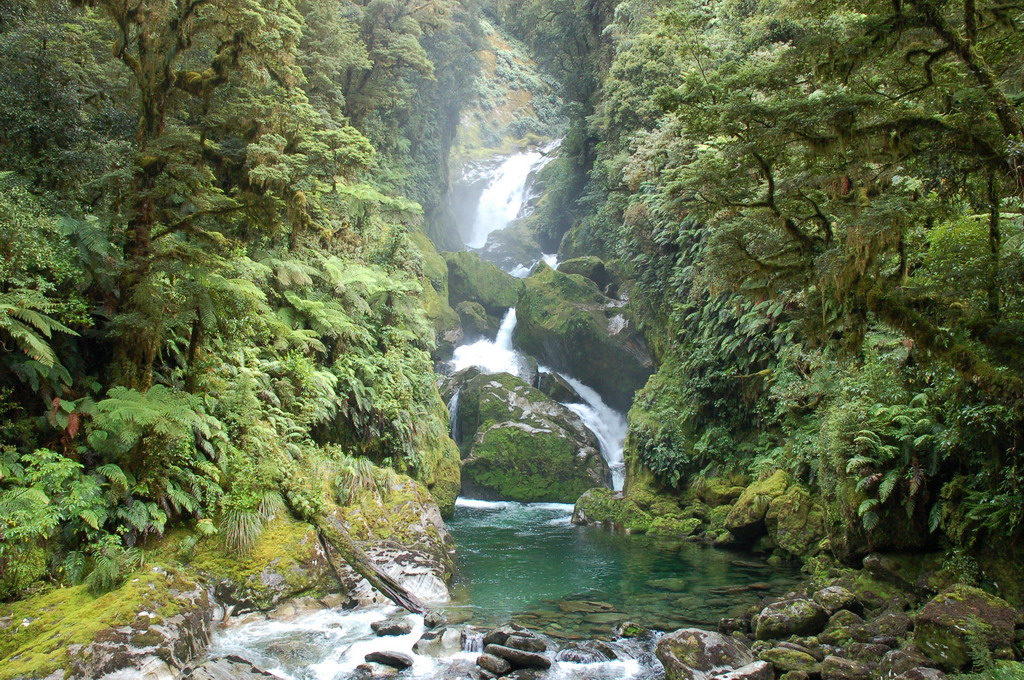
Новозеландский пейзаж

Искусство маори — часть искусства Новой Зеландии; искусство аборигенов-маори, которые поселились на новозеландских островах в конце XIII века, за пять столетий до прибытия европейцев. Маори относятся к восточнополинезийским народам.
Основные виды традиционных искусств — архитектура, музыка и танцы, плетение, резьба по дереву и тесно связанное с ним искусство татуировки. После начала XX века маори начали заниматься европейским искусством, не оставляя и традиционных. Искусством всегда занимались все члены маорийского общества, хотя некоторые разновидности требовали руки специалиста (маори tohunga). Главной концепцией в искусстве маори является «священное» — (маори tapu; см. родственное понятие табу).
Маори прибыли в Новую Зеландию в 1280-х годах. Ввиду более холодного климата они не могли выращивать привычные съедобные и технические культуры, что привело к изменениям как в диете, так и в искусствах.
Первые несколько десятилетий после прибытия в Новую Зеландию маори продолжали заниматься общеполинезийскими ремёслами: татуировкой, строительством четырёхугольных домов и каноэ, производством тёсел и рыболовных крючков, ткачеством и так далее. При этом использовались местные материалы.
Примерно в XV веке маори узнали поунаму (жад) и аргиллит (маори pakohe). Появились чисто местные характерные особенности; примером искусства этого периода служит Те Уэнуку — деревянная резная скульптура 2,5-метровой высоты, изображающая бога радуги Уэнуку, найденная у торфяного озера Нгарото. У Те Уэнуку имеются параллели с гавайской скульптурой. Другое важное произведение искусства того же периода — резная притолока из озера Тангонге (маори Tangonge) близ Каитаиа. В центральной её части находится выступающая фигура, с обеих сторон от ней — птицелюди меньшего размера; притолока покрыта v-образными насечками, характерными для резьбы того периода. Орнаменты данного периода часто содержат силуэты рыб и птиц.
В этот период происходят значительные изменения в производстве тканей: вместо бруссонетии бумажной начали использовать новозеландский лён, длинные волокна которого требовали развития новой технологии плетения.
«Золотым веком» (маори Te Puawaitanga) называют 1500—1800-е годы. Резчики и скульпторы изобрели характерную манеру создавать орнаменты из спиралей, богато украшая ими дерево, кость, камень, китовый бивень и используя в татуировках.
После контакта с европейцами и начала колонизации Новой Зеландии общество маори испытало значительные потрясения: отъём земли, войны и болезни сильно уменьшили их число, распространение христианства подорвало традиционные верования. Металлические инструменты вошли в обиход у резчиков, татуировщиков и архитекторов. К XVIII веку здания начали обильно покрывать резьбой. Распространилось рисование, работа с шерстью и хлопчатобумажными тканями.

## Комментарии
1. ↑  Фотография Те Уэнуку. Дата обращения: 9 июня 2016. Архивировано 30 апреля 2016 года.